# あのさよならにさよならを
「あのさよならにさよならを」は、日本の女性歌手、華原朋美の26枚目のシングル。中島みゆきの書き下ろしによる楽曲である。

## 解説
- NHK木曜時代劇「次郎長 背負い富士」（2006年6月1日～8月31日・全10回）の主題歌となったタイトル曲と、芸能人女子フットサルチーム「FANTASISTA」のテーマ曲となった「運命の糸」を収録。
- タイトル曲は、中島みゆきが華原と時代劇のイメージを重ね合わせ作り上げたバラード。2005年5月7日にオンエアされた「MUSIC FAIR 21」の中島みゆき特集で、岩崎宏美と華原が共演し、「時代」や、中島が研ナオコに提供した「かもめはかもめ」を岩崎の歌唱指導でデュエットした際に、以前から憧れていた中島作品の素晴らしさを改めて痛感し、“みゆきさんの作品を歌いたい”とラブコールを送り続け約1年の時を経て念願の楽曲提供が実現した。
- 2006年10月1日に北海道遠軽町で放送されたNHKのど自慢で本作が披露されている。なおNHKのど自慢への出演はこの時が初めてであったが、華原の活動休止に伴い、再びのど自慢に出演するまでに8年8ヶ月も要する結果となった(再出演は2015年6月14日)。
- 中島が自身の34枚目のオリジナルアルバム『ララバイSINGER』（2006年11月22日発売）でセルフカバー。
- 前作と同様、2015年にリリースしたデビュー20周年記念オールタイムベスト・アルバム「ALL TIME SINGLES BEST」が発売されるまで、アルバム未収録状態であった。カップリングの「運命の糸」も同じく同日リリースのベストアルバム「ALL TIME SELECTION BEST」に収録。
- 発売週の7月9日にはHMV新宿SOUTHにて、恒例のインストアミニライヴ&握手会イベントを開催。
- 有線のUSEN総合チャート（J-POP）では最高7位にチャートイン。
- 「運命の糸」は発売後に、桃の天然水“フッカツ ヒューヒュー 篇”追加編集版のCMソングにも使用された。
- 2023年現在、ユニバーサル時代では本作品のみ配信がされていない。

## 収録曲
1. あのさよならにさよならを
作詞・作曲：中島みゆき 編曲・プロデュース：瀬尾一三
2. 運命の糸
作詞：園田凌士 作曲・編曲：森山輝一 プロデュース：与田春生
3. あのさよならにさよならを [INSTRUMENTAL]
4. 運命の糸 [INSTRUMENTAL]